# Alstroemeria caryophyllaea
Alstroemeria caryophyllaea este o specie de plante monocotiledonate din genul Alstroemeria, familia Alstroemeriaceae, descrisă de Nikolaus Joseph von Jacquin. Conform Catalogue of Life specia Alstroemeria caryophyllaea nu are subspecii cunoscute.